# Rooms
Rooms je první studiové album skotské rockové skupiny Goya Dress, vydané v roce 1996 u vydavatelství Nude Records. Vedle členů skupiny se na albu podílelo ještě několik dalších doprovodných hudebníků. Jeho producentem byl John Cale. Píseň „Scorch“ v roce 2012 vyšla na kompilaci Conflict & Catalysis: Productions & Arrangements 1966-2006.

## Seznam skladeb
| Pořadí | Název                      | Délka |
| ------ | -------------------------- | ----- |
| 1.     | Sweet Dreams for You       | 3:21  |
| 2.     | Crush                      | 2:19  |
| 3.     | Scorch                     | 4:52  |
| 4.     | Rooms                      | 3:12  |
| 5.     | Greatest Secret            | 3:33  |
| 6.     | Glorious                   | 3:17  |
| 7.     | Any John                   | 2:50  |
| 8.     | Katie Stood on the Benches | 3:37  |
| 9.     | Picture This               | 6:04  |
| 10.    | The Maritime Waltz         | 3:21  |

## Obsazení

### Hudebníci
Goya Dress
- Astrid Williamsonová – kytara, klavír, zpěv
- Terry de Castro – baskytara, doprovodné vokály
- Simon Pearson – bicí

Ostatní
- Abigail Trundle – violoncello
- James Banbury – violoncello
- Mark Crooks – klarinet
- Anton Kirkpatrick – kytara
- Dick Morgan – hoboj
- Geoff Leach – varhany
- Alex Poots – trubka
- Teresa Whipple – viola
- Marcus Broome – housle
- John Cale – klavír v „Scorch“

### Technická podpora
- John Cale – producent, mixing (skladby 4, 5, 8 a 10)
- Dave Bascombe – mixing (skladby 1, 2, 3, 6, 7, 9)
- Martin Brass – zvukový inženýr
- Richard Flack – asistent zvukového inženýra